# Zaostro
Zaostro (Servisch cyrillisch Заостро) is een plaats in de Servische gemeente Priboj. De plaats telt 88 inwoners (2002).